# オールド・クロウ (ウイスキー)
「オールド・クロウ (Old Crow)」はケンタッキー州で生産されている低価格帯のストレートバーボン・ウイスキーである。より高品質の（それでも高額ではない）「オールド・クロウ・リザーブ (Old Crow Reserve)」も同時に展開されている。このウイスキーは「ジム・ビーム」やその他多数のバーボン・ウイスキーを製造しているサントリーグローバルスピリッツ（旧：ビーム サントリー）によって蒸留されている。現在のオールド・クロウの製品はジム・ビームと同じ麦芽汁と酵母を使用しているが、より短い期間で熟成され、風味も異なっている。オールド・クロウブランドはケンタッキー州最古のバーボンの一つという誇るべき歴史を持っている。オールド・クロウは樽の中で最低三年熟成され、プルーフは80度（アメリカ基準）、オールド・クロウ・リザーブは最低四年熟成で86度のプルーフである。

## 歴史
スコットランドの移民であったジェームズ・Ｃ・クロウは、フランクフォートにて1830年代に酒類の蒸留を開始し、のちにそれがオールド・クロウと呼ばれることになる。伝えるところによれば彼はとても熟練した蒸留職人で、様々な依頼者にウイスキーを製造したが、それは『クロウ』もしくは、熟成されるにつれて『オールド・クロウ』とよばれるようになり、後者の名でブランドは著名になった 。彼は1856年に死去した。W.A. Gaines and Company が名前を引き継ぎ、彼のレシピに沿ってバーボンの製造を続けたものの、本来の蒸留の方式は彼の死とともに終わりを迎えた 。ほんの少ししか残されていないとみられていたオリジナルのオールド・クロウの最後のストックは伝説に近い地位を得ており、ケンタッキー州選出の上院議員Joseph Clay Stiles Blackburnはこれを飲ませたことで再選を確固たるものにしたと言われている。「オールド・クロウ」という名称をめぐる論争はGaines companyに有利な形で決着した 。カラスがオオムギの穂の上に止まっているロゴは、南北戦争間に北軍と南軍の懸け橋となるシンボルとして生まれたとうわさされている。オールド・クロウを二度と飲めなくなることを恐れた兵士たちは、リンカーン大統領に「我々は素晴らしい紳士であるオールド・クロウを逃がしてはなりません。思い出してください大統領、最も鋭い爪を持つカラスはオオムギを永遠につかみ続けるものです」と手紙を送った。戦後、ロゴはジェームズ・クロウの絵から現在のカラスがオオムギを持っているものに変更された。
このウイスキーは一時期合衆国で最も売れたバーボンであったが、20世紀後半には急激な売り上げ低下を招いてしまった。「セットバック」（サワー・マッシュの工程で新しいウイスキーに古いマッシュ（麦芽汁）の一部を添加すること）の量に関して生産の過程で失敗が生じ、ウイスキーの風味に悪影響を与えた。その失敗を蒸留所が修正する能力がなかった、もしくはする意思がなかったため、他のブランドへの顧客離れを生んだ。親会社のNational Distillersは1987年にジム・ビームに売却された。オールド・クロウのレシピと蒸留所は維持されることはなく、その後の商品はジム・ビームと同じマッシュ・ビルを用いた三年熟成のバーボンとなった。

## 著名なオールド・クロウの愛飲者

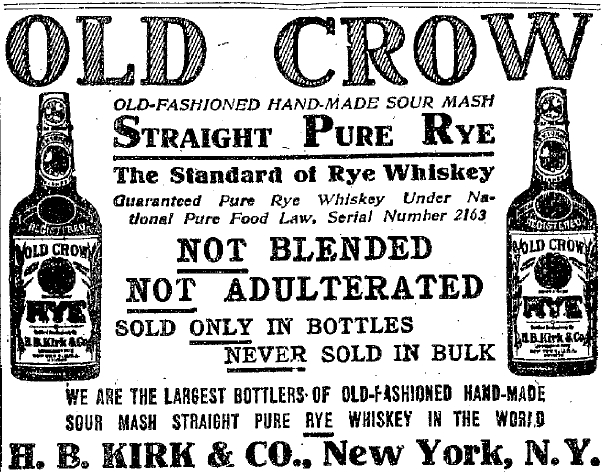
1909年12月31日付けニューヨーク・タイムズのオールド・クロウ・ライ・ウイスキーの広告。

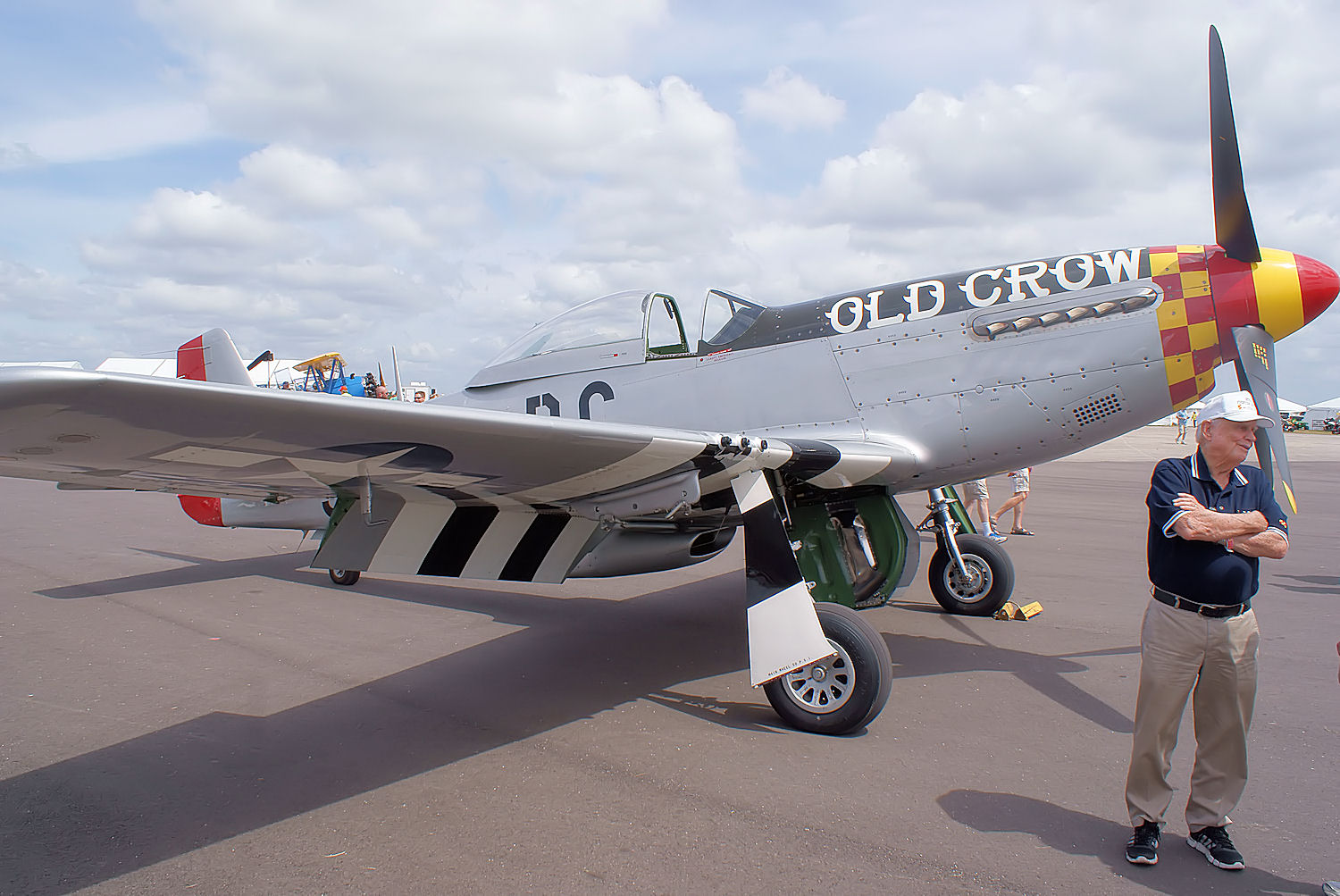
Bud AndersonのP-51

Blackburn以外にも、多くのアメリカの政治家がオールド・クロウ好きを表明していた。アメリカの将軍でありのちに18代大統領となるユリシーズ・グラントはオールド・クロウの愛飲者だったと言われている。グラントの飲酒に関する根拠のない話がきっかけで、将軍の批判者は大統領 エイブラハム・リンカーンのもとに向かい、この酔っぱらいの軍人を非難した。それに対しリンカーンはこう返したと考えられている。「ところで、みなさん、あなたたちのなかの誰でもいいから、グラント将軍がどこでウイスキーを手に入れているか教えてくれませんか？ なぜなら、もしそれを知ったなら、すべての戦地にいる将軍にそのウイスキーの樽を送りたいからです！」
南軍の将軍ジュバル・アーリーもまたオールド・クロウのファンだった。
オールド・クロウを好んだ有名な政治家としてほかに、ケンタッキー州のヘンリー・クレイが挙げられる。彼はオールド・クロウの広告にものちに採用されている。
第二次世界大戦の「トリプルエース」であった Bud Andersonは彼のP-51をこのウイスキーにちなんで「オールド・クロウ」と名付け、ボンネットにOLD CROWの文字を入れていた。

## 大衆文化におけるオールド・クロウ
オールド・クロウはアメリカの作家マーク・トウェインの好きなバーボンだったと言われている。ジャーナリストのハンター・S・トンプソンもまたオールド・クロウが好きだった。伝えるところによるとトゥエインは1880年代に蒸留所を訪れており、オールド・クロウはこのことを強く宣伝した。John C. Gerberはこの商業的な利用に関し、トゥェインが継続的な人気をもっていたことを読み取っている。トンプソンに関しては、彼の半分自叙伝的でフィクションでもある 作品においてオールド・クロウが頻繁に登場し、同様の関係を結んでいる。製造者は活発にこのような宣伝を行った。1955年には、 National Council of Teachers of Englishの雑誌「College English」において、彼らの製品に言及した文芸ひとつひとつに250ドルを支払った。
1903年のAndy Adamsの本「The Log Of A Cowboy」では、コックがアビリーンに蓄えを得るために赴いたついでに葉巻と「何本かのオールド・クロウのボトル」が入った箱を持って帰る描写がある。
ポピュラー音楽において歌詞でオールド・クロウに触れているものは以下の通り
- 1981年のデヴィッド・リンドレー のアルバムEl Rayo-XでThe Robert "Frizz" Fuller が歌う"She Took Off My Romeos"
- トム・ウェイツの1983年のアルバム『ソードフィッシュトロンボーン』の曲"Gin Soaked Boy"
- ビースティー・ボーイズのファースト・アルバムLicensed to Illの曲である "Slow Ride"
- NOFXが2009年に出したアルバムCoasterの曲"Suits and Ladders"

テレビでは以下のような言及もある。
- 1993年のBEAVIS AND BUTT-HEAD のエピソード"No Laughing"では、マクビッカー校長がエピソードのタイトルにもなったある試験を思いついた後、「オールド・クロウ」と書かれた瓶の中身をがぶ飲みする場面がある。

## 参考
1. 1 2 3 4  Alvey, R. Gerald (1992). Kentucky Bluegrass country. Oxford: UP of Mississippi. pp. 230–32. ISBN 978-0-87805-544-9
2. 1 2 3   The Trade-mark Reporter, Vol. 6. United States Trademark Association. (1917). pp. 10–27
3. ↑  Charles K. Cowdery (2004). Bourbon, Straight: The Uncut and Unfiltered Story of American Whiskey. Made and Bottled in Kentucky. p. 25. ISBN 978-0975870303 2012年10月15日閲覧。
4. ↑  http://www.timesfreepress.com/news/life/entertainment/story/2012/oct/21/whiskey-and-the-war-civil-war/90673/
5. ↑   Life and Works of Abraham Lincoln: Speeches and presidential addresses, 1859-1865. New York, New York: The Current Literature Publishing Company. (1907). p. 301
6. ↑  https://books.google.com/books?id=EE8EAAAAMBAJ&lpg=PA39&ots=ucsqgAjRPV&dq=henry%20clay%20old%20crow%20in%20senate&pg=PA39#v=onepage&q=henry%20clay%20old%20crow%20in%20senate&f=false
7. ↑  O'Leary, Michael (2000). VIII Fighter Command at war: 'the long reach'. Osprey Publishing. pp. 142
8. ↑  For instance, in an ad in Look magazine, from 1953.  See also this ad from Kiplinger's Personal Finance, 1981.
9. ↑  John C. Gerber, "Collecting the Works of Mark Twain," in Davis, Sara deSaussure; Philip D. Beidler; John C. Gerber (1984). The Mythologizing of Mark Twain. Tuscaloosa: U of Alabama P. pp. 3–14. ISBN 978-0-8173-0201-6
10. ↑  Thompson, Hunter S.; Douglas Brinkley; David Halberstam (2000). Fear and loathing in America: the brutal odyssey of an outlaw journalist, 1968-1976. Simon and Schuster. p. 93. ISBN 978-0-684-87315-2
11. ↑  Thompson, Hunter S. (2002). Songs of the doomed: more notes on the death of the American dream. Simon and Schuster. p. 6. ISBN 978-0-7432-4099-4
12. ↑  Thompson, Hunter S. (2003). The great shark hunt: strange tales from a strange time. Simon and Schuster. p. 62. ISBN 978-0-7432-5045-0
13. ↑  Thompson, Hunter S. (2000). Mescalito. Simon and Schuster. p. 21. ISBN 978-0-7432-1522-0
14. ↑  “News and Ideas”. College English (National Council of Teachers of English) 17 (2):  119. (1955).
15. ↑  Adams, Andy (1903). “VIII. On the Brazos and Wichita”. The Log Of A Cowboy